# Drie huurlingen
Drie huurlingen is het 44ste stripverhaal uit de reeks van De Rode Ridder. Het is geschreven en getekend door Karel Biddeloo. De eerste albumuitgave was in 1969.

## Het verhaal
De Rode Ridder, Lancelot en Parcifal maken op weg naar Kendall kennis met drie vechtersbazen, Alban, Baldon en Sligurt die hun paarden proberen te stelen maar uiteindelijk vriendschap sluiten met de ridders. Wanneer de heer van Wardon verneemt dat er een nieuwe koning op komst is stelt hij alles in het werk om dit te vermijden. Bij het eerste treffen met de soldeniers van Wardon snellen Alban, Baldon en Sligurt hen te hulp. Terwijl Lancelot samen met de gewonde Parcifal met een paardenspan vertrekt richting Merlijn maakt de Rode Ridder zich klaar voor een treffen met de legermacht van Wardon. Samen met de dorpelingen en het drietal versterken ze het dorp waar ze het leger opwachten. Na een lange en bloedige strijd kan Johan Wardon doden en de overwinning behalen. Tijdens het gevecht sneuvelen de drie vrienden Alban, Baldon en Sligurt.

## Achtergronden bij het verhaal
- Dit is het allereerste album zowel geschreven als getekend door Karel Biddeloo.